# Abe-Star
Abe-Star is een Japans historisch merk van motorfietsen.
De bedrijfsnaam was: Abe-Star Motor Company, Tokio
Dit was een klein Japans motorfietsmerk dat in 1950 als eerste model een 150cc-tweetaktmotor presenteerde.
In 1951 volgde een op de Triumph Cub geïnspireerde kopklepmotor en daarna een 250cc-model, een 350cc-tweecilinder en in 1957 een 350cc-eencilinder. De laatste machine was een 250 cc eencilinder. In 1959 werd de productie beëindigd.
Door de overzetting van vreemde leenwoorden in het Japanse Kanji schrift vindt men de naam ook weleens gespeld als Ebu-Star of Ave-Star.